# Раэ (волость)
Ра́э (эст. Rae vald) — волость в Эстонии в уезде Харьюмаа. Административный центр — посёлок Юри.

## География
Расположена на северо-западе Эстонии к юго-востоку от Таллина. Преимущественно охватывает земли в окрестностях шоссе Таллин—Тарту—Лухамаа и окружной таллинской дороги.
Площадь волости — 206,78 км2, плотность населения в 2020 году составила 99,8 человека на 1 км2.

## Население
По данным Департамента статистики, по состоянию на 1 января 2020 года в волости проживал 20 641 человек. В отличие от большинства других самоуправлений Эстонии и страны в целом, естественный прирост населения в волости Раэ постоянно и существенно позитивный. Исходя из тенденций возрастной структуры населения и рождаемости, при реализации оптимистического сценария к 2048 году число жителей волости достигнет 30 тысяч человек. Число детей дошкольного возраста снижается, однако к 2028 году число учащихся основных школ и гимназий вырастет, а численность трудоспособного населения (налогоплательщиков) останется практически неизменной.

## Населённые пункты
В составе волости 5 посёлков и 26 деревень.
ПосёлкиАссаку, Вайда, Лагеди, Пеэтри, Юри.
ДеревниАавику, Арувалла, Вайдасоо, Васкьяла, Венекюла, Вескитагузе, Кадака, Карла, Каутьяла, Копли, Курна, Лехмья, Лиму, Паюпеа, Патика,  Пилдикюла, Раэ, Салу, Сели, Соодевахе, Сууреста, Суурсоо, Туулевялья, Урвасте, Юлейыэ, Ярвекюла.

## История
Датой рождения волости следует считать 19 февраля 1866 года, когда изданным императором Александром II «Законом о сельских общинах для Эстляндской губернии» было положено начало созданию общинных самоуправлений. В то время волость носила название волость Иоганнисгоф и Иоганнисгофская волость. На землях Эстонии этот закон действовал до 1 мая 1937 года, когда был принят волостной закон Первой Эстонской Республики. 8 августа 1945 года в волости Раэ были созданы сельсоветы Арукюла, Лагеди и Вайда. Волость Раэ была ликвидирована с 1 октября 1950 года и восстановлена 1 июля 1991 года постановлением Президиума Верховного Совета Эстонской Республики.

## Статистика
Данные Департамента статистики о волости Раэ:

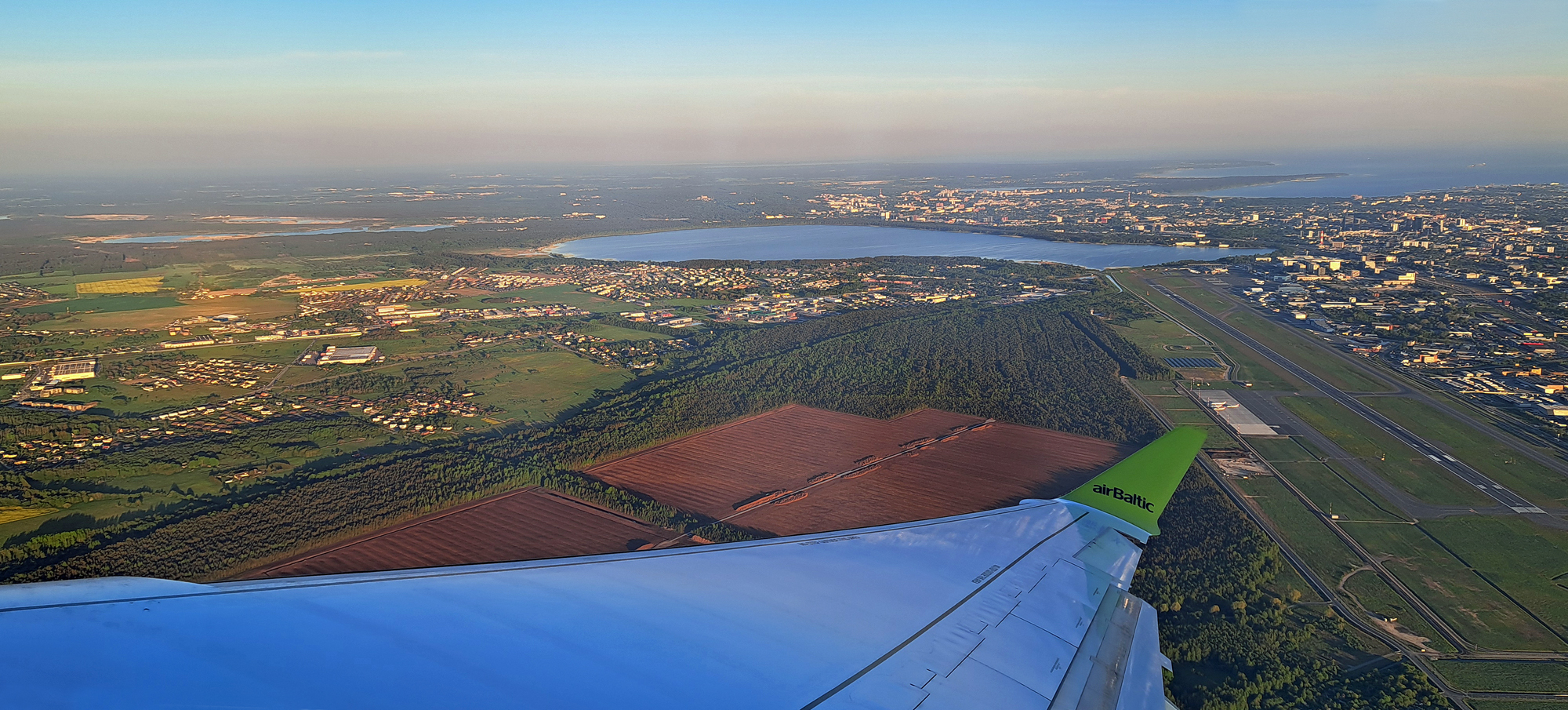
Волость Раэ (слева) с борта пассажирского самолёта

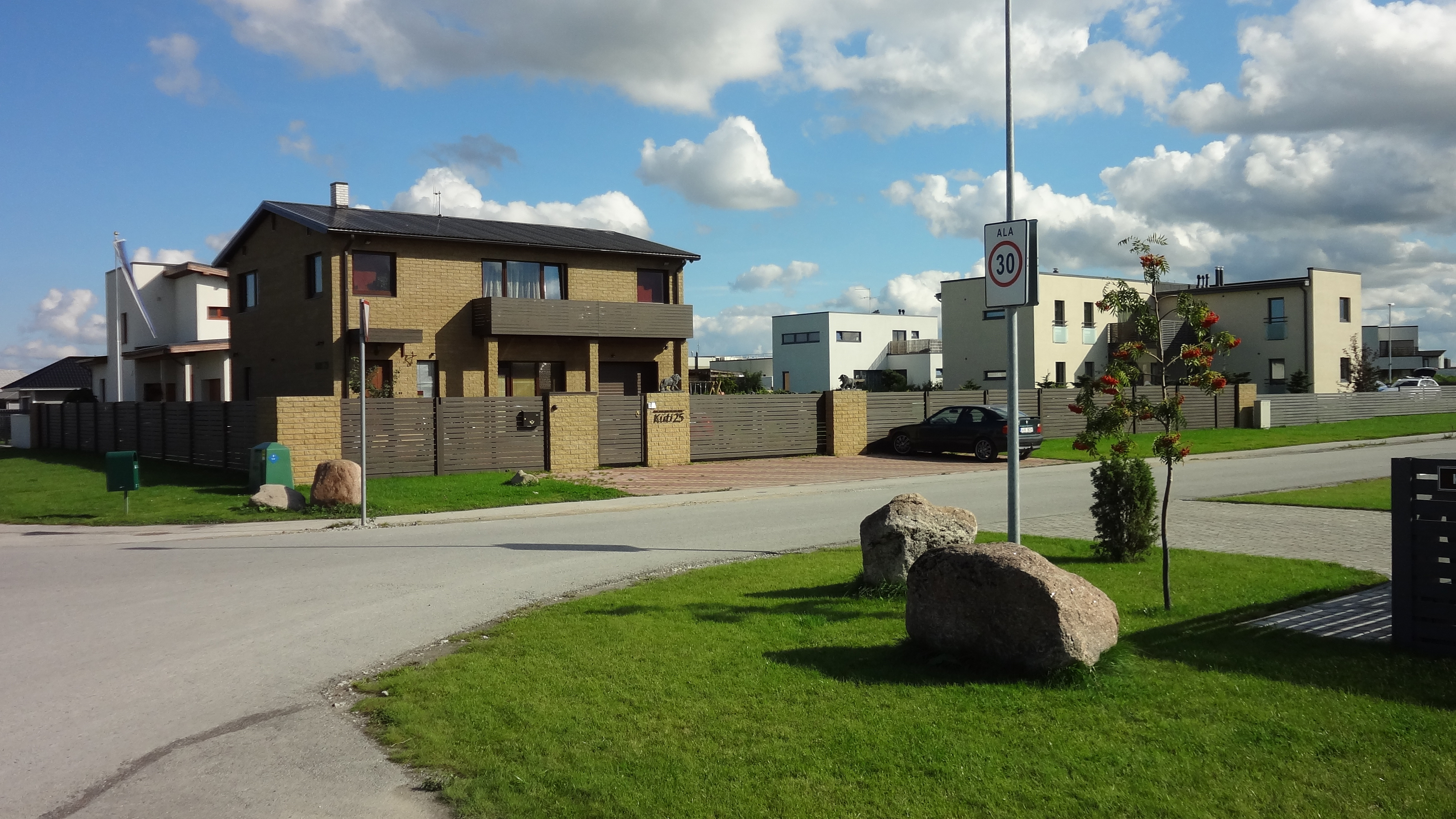
Посёлок Пеэтри, улица Салу

Число жителей на 1 января каждого года:
| Год  | 2016   | 2017     | 2018     | 2019     | 2020     | 2021     | 2022     |
| ---- | ------ | -------- | -------- | -------- | -------- | -------- | -------- |
| Чел. | 15 794 | ↗ 16 758 | ↗ 17 766 | ↗ 19 677 | ↗ 20 641 | ↗ 21 765 | ↗ 22 901 |

Число рождений:
| Год           | 2016 | 2017  | 2018  | 2019  | 2020  |
| ------------- | ---- | ----- | ----- | ----- | ----- |
| Живорождённых | 348  | ↘ 340 | ↗ 396 | ↘ 392 | ↗ 416 |

Число смертей:
| Год     | 2016 | 2017 | 2018 | 2019 |
| ------- | ---- | ---- | ---- | ---- |
| Умерших | 99   | ↘ 72 | ↗ 85 | ↗ 88 |

Зарегистрированные безработные:
| Год     | 2016 | 2017  | 2018  | 2019  | 2021 (август) |
| ------- | ---- | ----- | ----- | ----- | ------------- |
| Человек | 192  | ↗ 233 | ↗ 265 | ↗ 287 | ↗ 592         |

Средняя брутто-зарплата работника:
| Год  | 2016    | 2017      | 2018      | 2019      | 2020      |
| ---- | ------- | --------- | --------- | --------- | --------- |
| Евро | 1477,11 | ↗ 1588,27 | ↗ 1703,84 | ↗ 1815,77 | ↗ 1893,30 |

В 2019 году волость Раэ занимала 2 место (после волости Виймси) по величине средней брутто-зарплаты среди 79 муниципалитетов Эстонии.
Число учеников в школах:
| Год  | 2016 | 2017  | 2018  | 2019  |
| ---- | ---- | ----- | ----- | ----- |
| Чел. | 484  | ↘ 476 | ↗ 482 | ↘ 479 |

## Экономика

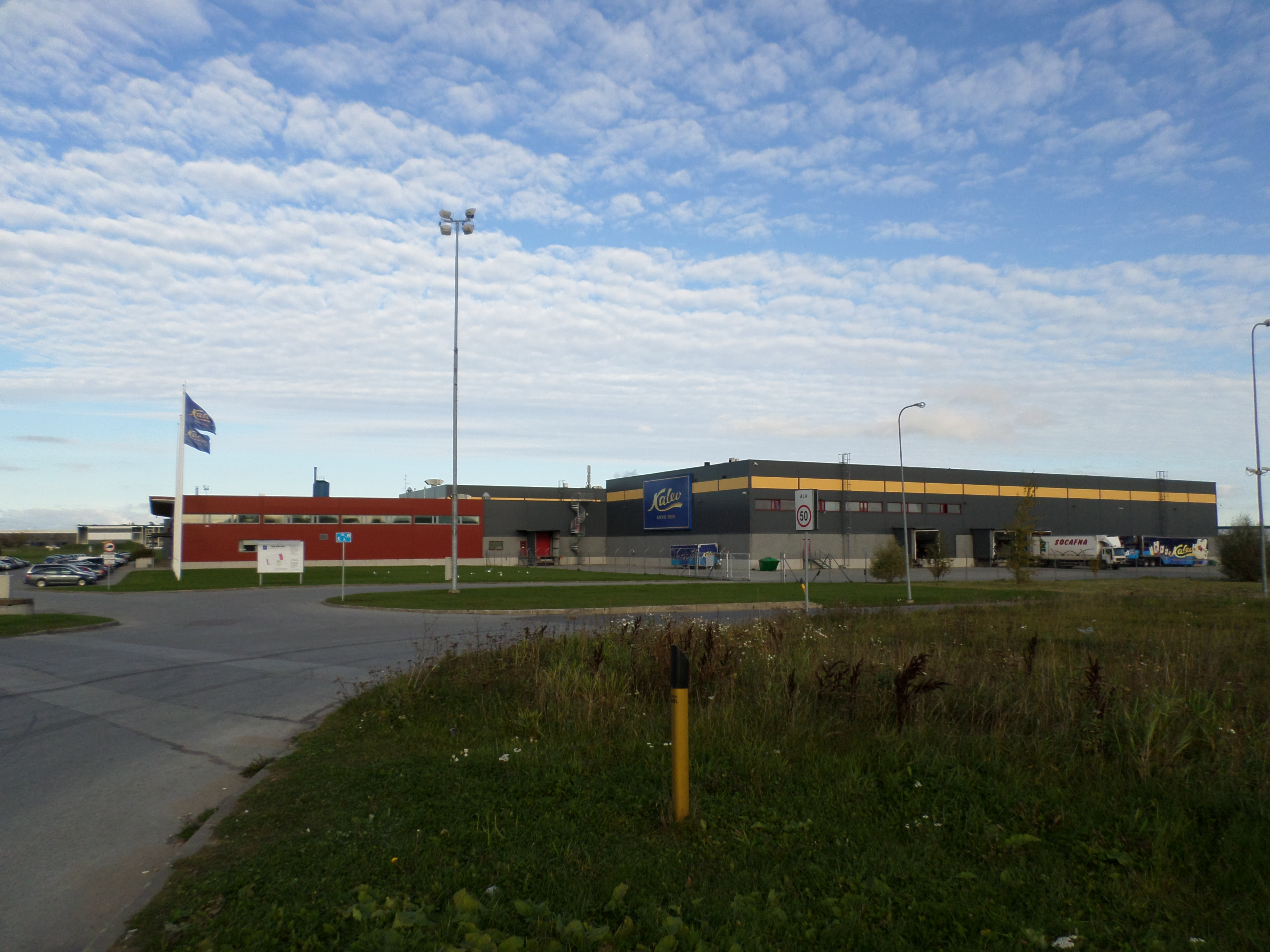
Кондитерская фабрика концерна «Orkla» (бывшая фабрика «Kalev»)

Крупнейшие работодатели волости:
| Предприятие / организация | Вид деятельности                                                                  | Численность работников | Численность работников | Численность работников |
| ------------------------- | --------------------------------------------------------------------------------- | ---------------------- | ---------------------- | ---------------------- |
| Предприятие / организация | Вид деятельности                                                                  | 30.06.2020             | 30.06.2024             |                        |
| ABB AS                    | Производство электромоторов, генераторов и трансформаторов                        | 1266                   | 770                    |                        |
| Orkla Eesti AS            | Производство какао, шоколада и сахаристых кондитерских изделий                    | 493                    | 460                    |                        |
| Волостная управа Раэ      | Орган государственного управления                                                 | 210                    | 172                    |                        |
| Würth AS                  | Оптовая торговля инструментами и прочими металлическими изделиями                 | 191                    | 203                    |                        |
| Peetri Lasteaed-Põhikool  | Основная школа-детсад                                                             | 179                    | 166                    |                        |
| AS Hekotek                | Производство станков                                                              | 117                    | 117                    |                        |
| Pipelife Eesti AS         | Производство пластмассовых плит, листов, профилей, труб, шлангов, фитингов и пр.  | 89                     | 80                     |                        |
| INTRAC Eesti AS           | Продажа моторных транспортных средств                                             | 81                     | 89                     |                        |
| DA Estonian Machinery AS  | Оптовая торговля сельскохозяйственной техникой, оборудованием и запасными частями | 75                     | 81                     |                        |
| Clik AS                   | Установка оборудования для отопления, вентиляции и кондиционирования воздуха      | 72                     | 85                     |                        |

## Галерея

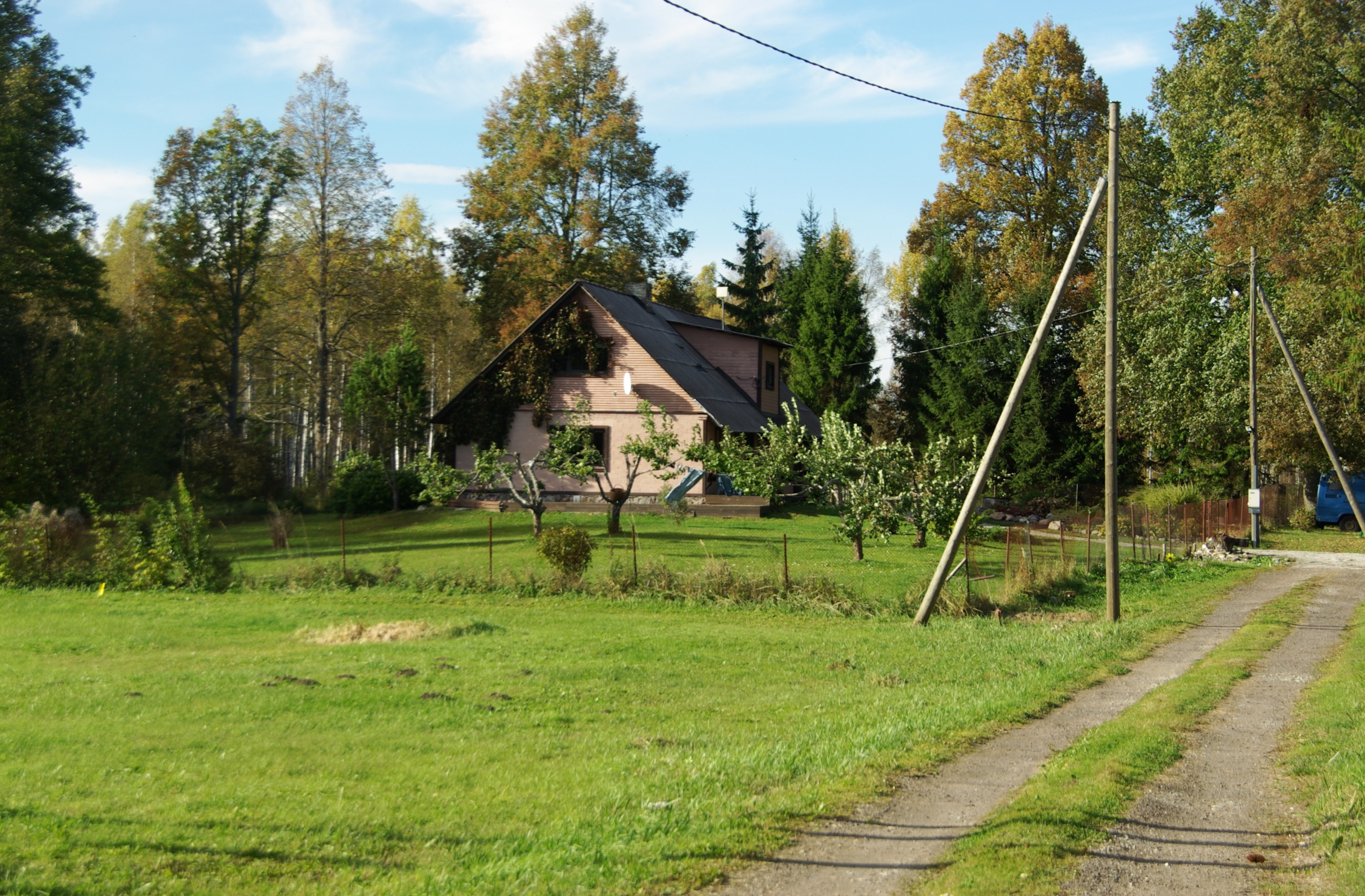
Жилой дом в деревне Суурсоо
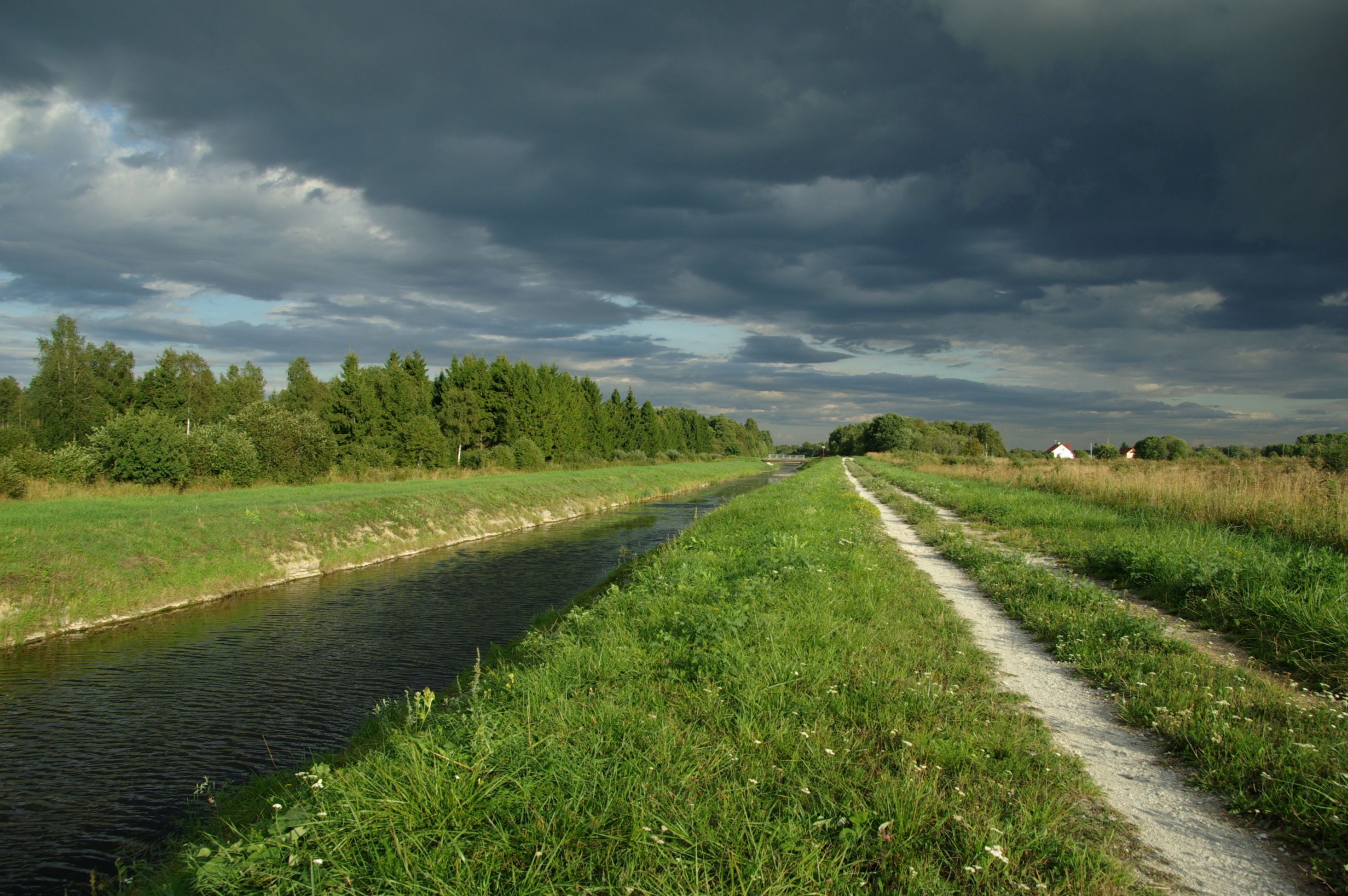
Канал Васкъяла—Юлемисте в деревне Раэ
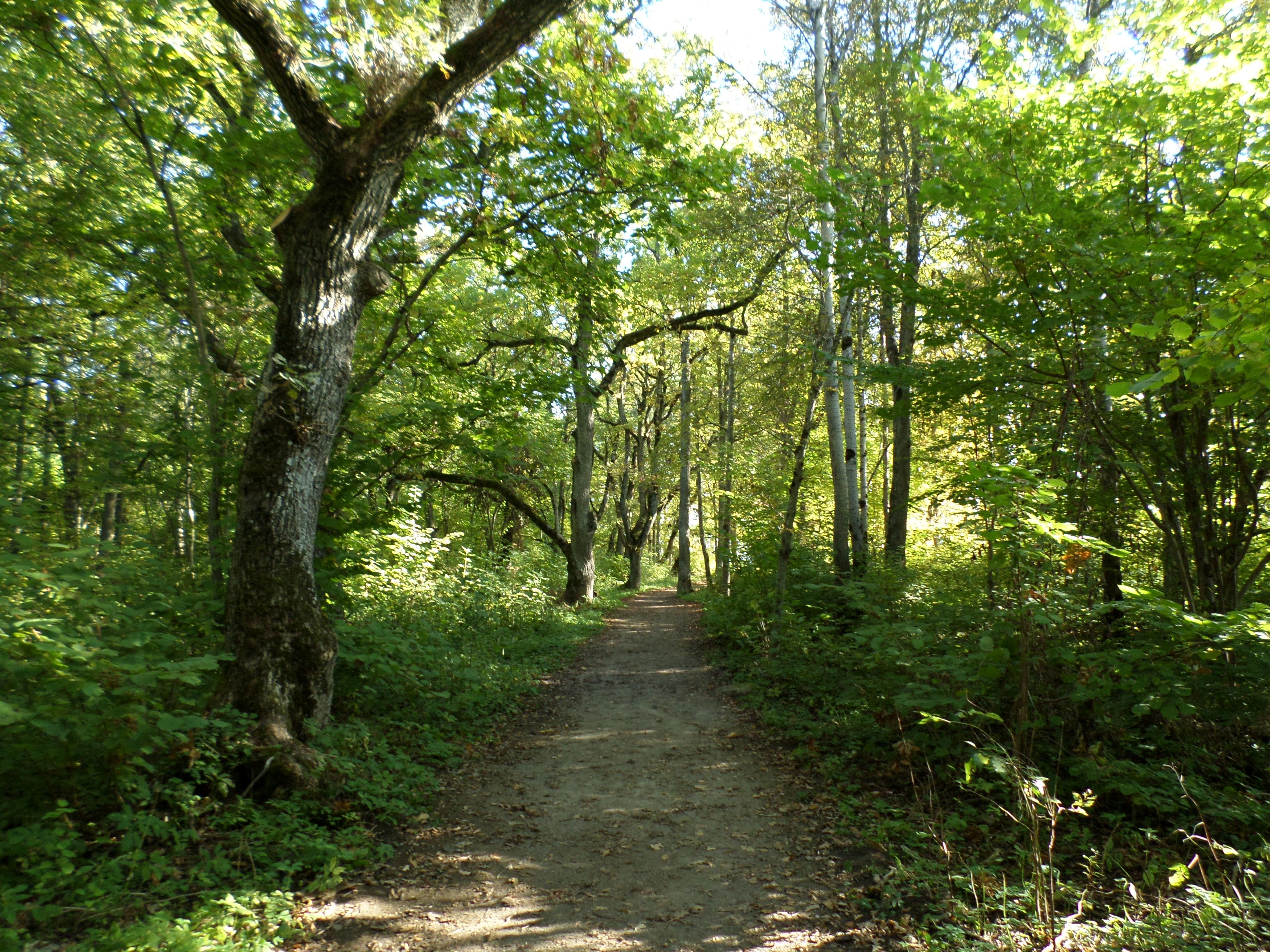
Дубрава Лехмья
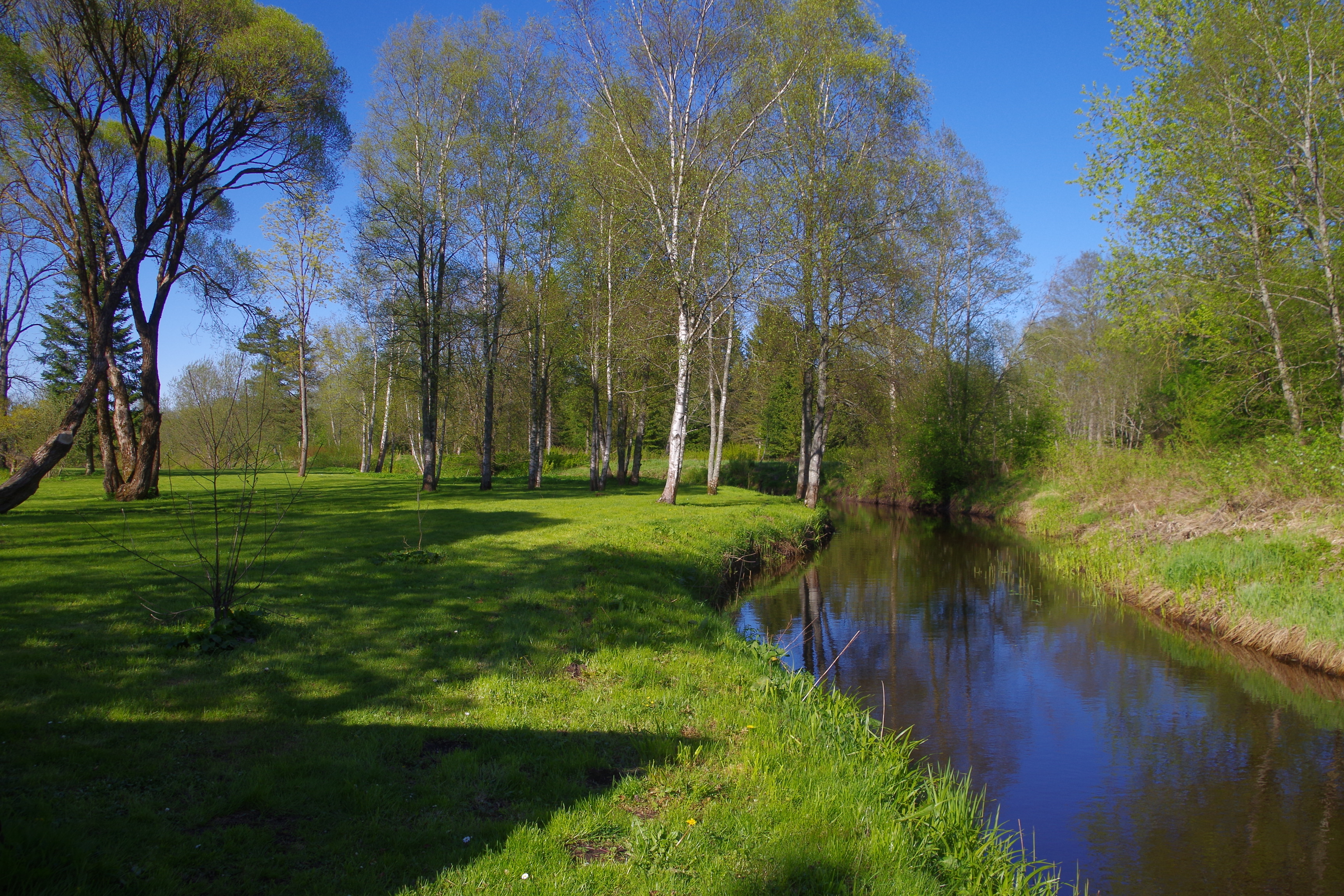
Парк хутора Кюлма, охраняется государством